# Macrotomella carinata
Macrotomella carinata är en insektsart som beskrevs av Van Duzee 1907. Macrotomella carinata ingår i släktet Macrotomella och familjen sporrstritar. Inga underarter finns listade i Catalogue of Life.